# Clima da Dinamarca

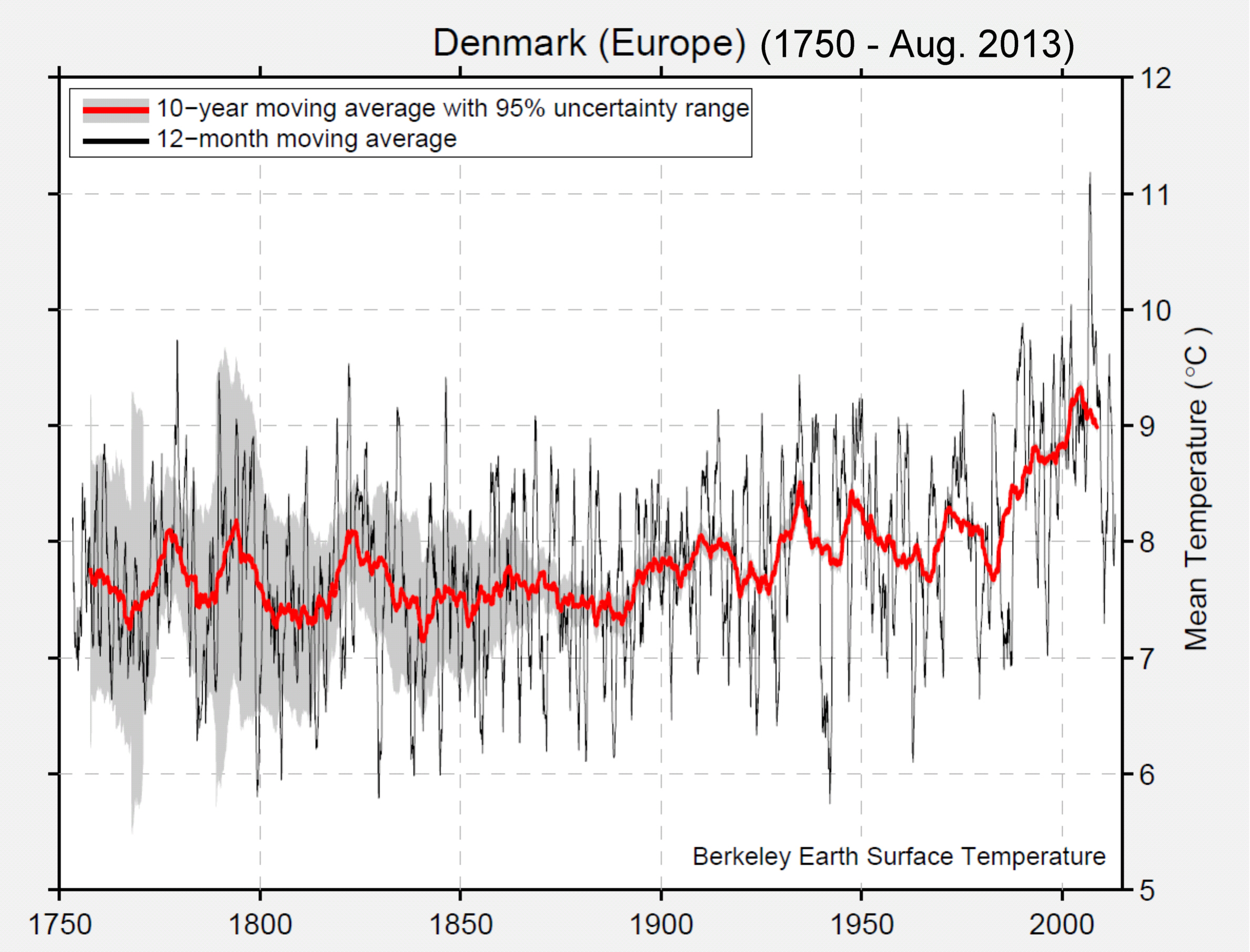
Temperatura média na Dinamarca.

Chuvas em Copenhagen.

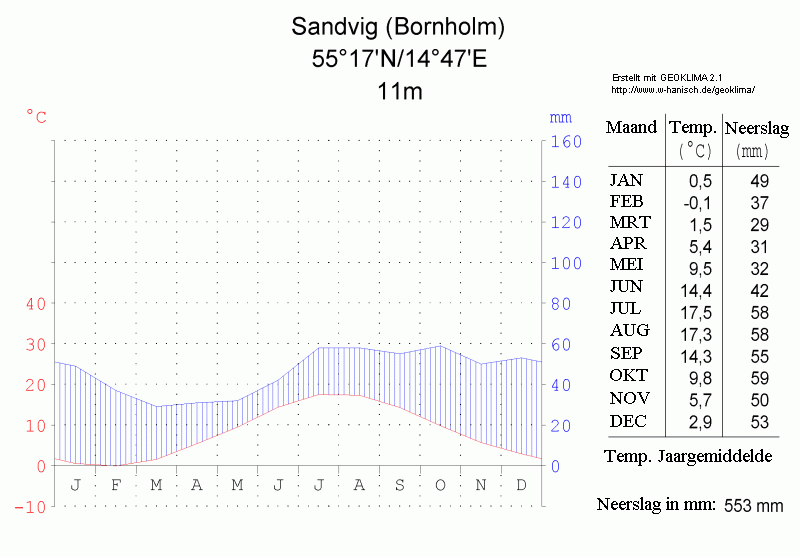
Pluviometria na Dinamarca.

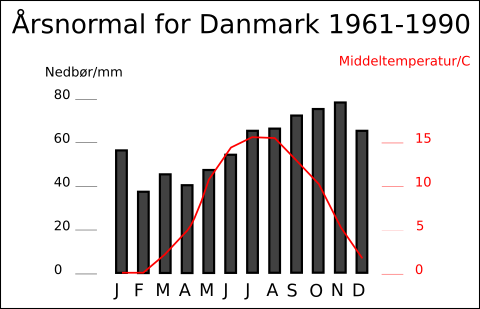
Temperatura na Dinamarca.

Temperatura e humidade relativa do ar na Dinamarca.

O Clima da Dinamarca é caracterizado por sua natureza temperada, influenciada principalmente pela proximidade com o Oceano Atlântico e pelo Mar do Norte. Este país escandinavo, situado no norte da Europa, experimenta quatro estações distintas ao longo do ano, cada uma com suas próprias características climáticas.

## Características
Abaixo estão alguns dos principais aspectos do clima dinamarquês:

### Temperaturas
As temperaturas na Dinamarca variam ao longo do ano, com invernos moderadamente frios e verões suaves. No inverno, as temperaturas médias podem variar entre 0°C e 4°C, enquanto no verão, as médias variam entre 15°C e 20°C. As temperaturas extremas são relativamente raras, com mínimas absolutas ocasionalmente abaixo de zero no inverno e máximas que podem ultrapassar os 30°C no verão.

### Precipitação
A precipitação na Dinamarca é distribuída ao longo do ano, com chuvas frequentes e regulares. Os meses de verão tendem a ser mais secos, enquanto os invernos podem ser mais úmidos. A precipitação anual média varia de cerca de 500 mm no leste a 1.000 mm no oeste do país.

### Vento
Devido à localização costeira da Dinamarca, o vento desempenha um papel significativo em seu clima. Os ventos predominantes vêm do oeste e do sudoeste, trazendo ar úmido do oceano Atlântico. No inverno, os ventos podem trazer temperaturas mais frias e neve, especialmente nas áreas do norte e oeste.

### Nevoeiros e Umidade
Nevoeiros são comuns, especialmente nas áreas costeiras e ao longo dos fiordes. A umidade relativa é geralmente alta, especialmente durante os meses de inverno, quando a temperatura da água do mar é mais quente que a do ar.

## Estações
Inverno: No inverno, que geralmente ocorre de dezembro a fevereiro, as temperaturas podem variar de moderadas a frias. As temperaturas médias diárias normalmente oscilam entre 0°C e 4°C, com mínimas noturnas ocasionalmente abaixo de zero. Durante esta estação, a Dinamarca muitas vezes experimenta neve, especialmente nas regiões do norte e oeste do país. Os ventos frios e úmidos que sopram do oceano Atlântico podem trazer nevascas e tempestades de neve, especialmente ao longo da costa oeste.
Primavera: A primavera na Dinamarca, que ocorre de março a maio, é um período de transição, marcado pelo aumento gradual das temperaturas e pelo renascimento da vegetação. As temperaturas começam a subir, com médias diárias variando de 5°C a 15°C no final da estação. Os dias se tornam mais longos e a precipitação geralmente diminui à medida que a estação avança, embora ainda haja chuvas regulares.
Verão: Os verões na Dinamarca, de junho a agosto, são suaves e agradáveis, com temperaturas médias diárias variando entre 15°C e 20°C. No entanto, os dias mais quentes podem ver temperaturas superiores a 25°C e até mesmo acima de 30°C em alguns anos. Esta é a estação mais seca do ano, com menos precipitação e mais horas de sol. Os ventos do oeste e do sudoeste ainda podem trazer ar fresco do oceano, especialmente ao longo da costa oeste.
Outono: O outono, que vai de setembro a novembro, é outro período de transição na Dinamarca. As temperaturas começam a cair gradualmente, com médias diárias variando de 5°C a 15°C no início da estação. A precipitação aumenta novamente, com chuvas mais frequentes e tempestades ocasionais. As folhas das árvores começam a mudar de cor, criando paisagens coloridas, especialmente nas áreas rurais e florestais.

## Variações regionais
Embora a Dinamarca seja relativamente pequena em tamanho, ainda existem variações climáticas regionais significativas. As regiões costeiras tendem a ser mais moderadas devido à influência do mar, enquanto as áreas do interior podem experimentar temperaturas mais extremas, especialmente durante o inverno. As ilhas do sul, como Zelândia, geralmente têm invernos mais suaves e verões mais quentes do que as áreas mais ao norte da península da Jutlândia. Em resumo, o clima da Dinamarca é caracterizado por sua natureza temperada, com invernos moderadamente frios, verões suaves e chuvas frequentes ao longo do ano. A influência do oceano Atlântico e do Mar do Norte desempenha um papel importante na determinação das condições climáticas do país, criando um clima relativamente ameno e úmido em comparação com outras regiões de latitudes semelhantes.